# Iller
Iller (starożytna nazwa Ilargus) – rzeka w Niemczech; jest prawobrzeżnym dopływem Dunaju.
Rzeka ma źródła w pobliżu Oberstdorfu w alpejskim regionie Allgäu, w pobliżu granicy z Austrią. Od tego miejsca płynie w kierunku północnym, mijając miasta Sonthofen, Immenstadt im Allgäu, oraz Kempten. Pomiędzy Lautrach i Ulm, na długości 50 km rozgranicza dwa niemieckie kraje związkowe: Bawarię i Badenię-Wirtembergię. Iller łączy się z Dunajem w Ulm.
Trasa rzeki jest ulubionym miejscem turystów pieszych, kajakarzy i rowerzystów.